# Perpétue d'Hippone
Perpétue est une abbesse berbère romanisée et sainte chrétienne du Ve siècle. Perpétue est la seconde enfant et unique fille connue du décurion Patrice et de Monique, d'abord parents d'Augustin, évêque d'Hippone à partir de 396, puis de Navigus. Qu'elle s'appelait Perpétue est incertain, il s'agit d'un nom donné par la sainte tradition. Augustin ne la nomme pas dans les écrits conservés, ni son biographe et élève Possidius de Calame. Ce dernier raconte qu'une fois veuve, Perpétue mène une vie pieuse à la tête d'une communauté de vierges consacrées à Hippone, parmi lesquelles membres étaient les filles de Navigus.
On peut dater sa mort vers 423, date à laquelle Augustin envoie une lettre (211) à la communauté, dans laquelle il reproche aux religieuses leur mauvais comportement à la suite de la nomination de Félicité, sa successeresse : cette lettre est à l'origine de la Règle de saint Augustin,. Perpétue peut être considérée, bien que cela soit anachronique, comme la première abbesse de l'ordre de Saint Augustin.